# 范福扁带管蜗牛
杭福扁带管蜗牛（学名：Metalycaeus hungerfordianus）是主扭舌目带管蜗牛科的一個陸地蝸牛物種。舊屬双边凹螺属，今被劃歸後帶管蝸牛屬。

## 分佈
本物種主要分佈於台湾，於淡水、新店、苗栗、南投有採集紀錄，為臺灣特有種。
常栖息在落叶下的土壤表面。